# 卡迪 (法官)

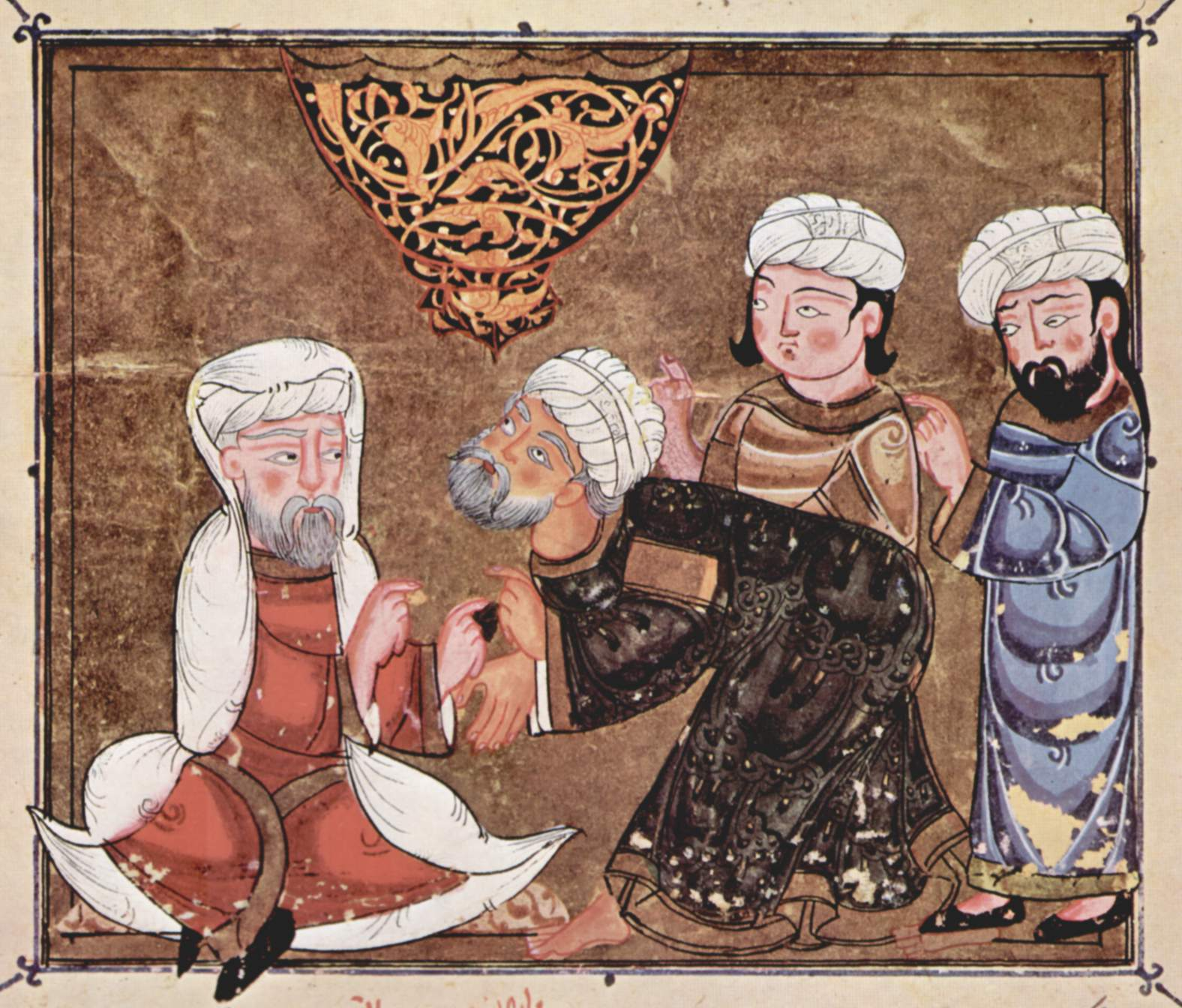
一名男子正向馬雷特努曼的卡迪申辯

卡迪（阿拉伯语：‎）是伊斯蘭教法法庭裁判官或法官的名稱，卡迪除了具審判司法案件的功能之外，同時也負責處理例如調解、對孤兒和未成年人監護權的仲裁，並擁有監督與審計公共工程的相關權責。